# Solomonska žabousta
Solomonska žabousta (lat. Rigidipenna inexpectata) je vrsta ptice iz porodice žabousta. Rasprostranjena je isključivo na otocima Santa Isabel, Bougainville i Guadalcanal u Solomonskom otočju.
Najprije je smatrana podvrstom ptice Podargus ocellatus. Godine 1998. počelo je istraživanje primjerka s otoka Santa Isabel. Nakon detaljnog proučavanja, Nigel Cleere, Andrew Kratter, David Steadman i suradnici shvatili su da se ptica znatno razlikuje od ostalih iz roda Podargus, te su je premjestili u zasebni rod, Rigidipenna.

## Vanjske poveznice
|  | Zajednički poslužitelj ima još gradiva o temi Rigidipenna inexpectata |
|  | Wikivrste imaju podatke o taksonu Rigidipenna inexpectata             |